# Vuelta a España 1993
La 48.ª edición de la Vuelta a España se disputó del 26 de abril y el 15 de mayo de 1993 entre las localidades de La Coruña y Santiago de Compostela, con un recorrido de 21 etapas y 3605 km, que se recorrieron a una velocidad media de 37,508 km/h.
Tony Rominger, ganador de la última edición, partía como favorito al triunfo final. Entre los candidatos a su sucesión estaban, entre otros, los rivales del año anterior, Jesús Montoya (respaldado por el equipo Amaya Seguros, con compañeros como Melchor Mauri, Laudelino Cubino u Oliverio Rincón) y Pedro Delgado. El equipo ONCE, con Erik Breukink como jefe de filas y ciclistas como Laurent Jalabert o Johan Bruyneel, también era un serio candidato. Otros corredores de importancia eran el italiano Marco Giovannetti y el escocés Robert Millar, aunque no contaban con un gran equipo a sus espaldas.
Un joven suizo, Alex Zülle, que venía como gregario de Breukink en el equipo ONCE, sorprendió en el prólogo, alzándose con la victoria con más de medio minuto sobre el resto de participantes. Zülle mantuvo el maillot amarillo durante la primera semana.
Se esperaba que en la quinta jornada, una cronoescalada al Puerto de Navacerrada, el ciclista suizo perdiera el liderato. Sin embargo, Zülle no solo lo mantuvo, sino que ganó la etapa. Solo Rominger parecía poder seguir el ritmo de su joven compatriota. Gran parte de los favoritos, entre ellos Perico Delgado, perdieron más de dos minutos en la contrarreloj.
La alta montaña llegó en la undécima etapa, con final en Cerler. Tony Rominger lanzó el primer envite por el maillot amarillo, aventajó en la meta a Zülle en casi un minuto y se colocaba a solo 18 segundos. El resto de corredores, comenzaban a perderse en la clasificación general, a muchos minutos. Solo Cubino resistía, pero ya a dos minutos. Tras una disputada contrarreloj en Zaragoza, la clasificación general era ya claramente cosa de dos, los suizos Zülle y Rominger. Rominger conseguiría en la etapa siguiente, con final en alto, recuperar el maillot amarillo. En las primeras etapas disputadas en la cordillera Cantábrica, Zülle y Rominger se mantuvieron juntos en todo momento, por lo que no hubo diferencias entre estos. Pero en la última de ellas, con final en el Alto del Naranco, Rominger se hizo con la victoria y con una importante ventaja de casi un minuto sobre Zülle. 
La última etapa de la Vuelta era una contrarreloj individual de 44 kilómetros. Alex Zülle perdía poco más de un minuto y estaba dispuesto a recuperarlo. Ganó la etapa con casi un minuto de ventaja sobre Tony Rominger, pero fue insuficiente, y este último consiguió así su segunda Vuelta a España consecutiva. En el podio, les acompañó el bejarano Laudelino Cubino.

## Etapas
| Etapa | Fecha       | Recorrido                                          | Km         | Ganador                       | Líder         |
| 1.ª   | 26 de abril | La Coruña                                          | 10 (CRI)   | Alex Zülle                    | Alex Zülle    |
| 2.ª   | 27 de abril | La Coruña-Vigo                                     | 251,1      | Alfonso Gutiérrez             | Alex Zülle    |
| 3.ª   | 28 de abril | Vigo-Orense                                        | 171,4      | Laurent Jalabert              | Alex Zülle    |
| 4.ª   | 29 de abril | La Gudiña-Salamanca                                | 233,4      | Jean Paul Van Poppel          | Alex Zülle    |
| 5.ª   | 30 de abril | Salamanca-Ávila                                    | 219,8      | Marino Alonso                 | Alex Zülle    |
| 6.ª   | 1 de mayo   | Palazuelos de Eresma (Destilerías Dyc)-Navacerrada | 24,1 (CRI) | Alex Zülle                    | Alex Zülle    |
| 7.ª   | 2 de mayo   | Palazuelos de Eresma (Destilerías Dyc)-Madrid      | 184        | Laurent Jalabert              | Alex Zülle    |
| 8.ª   | 3 de mayo   | Aranjuez-Albacete                                  | 225,1      | Jean Paul Van Poppel          | Alex Zülle    |
| 9.ª   | 4 de mayo   | Albacete-Valencia                                  | 224        | Djamolidine Abdoujaparov      | Alex Zülle    |
| 10.ª  | 5 de mayo   | Valencia-La Senia                                  | 206        | Juan Carlos González Salvador | Alex Zülle    |
| 11.ª  | 6 de mayo   | Lérida-Cerler                                      | 221        | Tony Rominger                 | Alex Zülle    |
| 12.ª  | 7 de mayo   | Benasque-Zaragoza                                  | 220,7      | Djamolidine Abdoujaparov      | Alex Zülle    |
| 13.ª  | 8 de mayo   | Zaragoza                                           | 37,1 (CRI) | Melchor Mauri                 | Alex Zülle    |
| 14.ª  | 9 de mayo   | Tudela-Alto de la Cruz de la Demanda (Ezcaray)     | 197,2      | Tony Rominger                 | Tony Rominger |
| 15.ª  | 10 de mayo  | Santo Domingo de la Calzada-Santander              | 226,2      | Dag-Otto Lauritzen            | Tony Rominger |
| 16.ª  | 11 de mayo  | Santander-Alto Campoo                              | 160        | Jesús Montoya                 | Tony Rominger |
| 17.ª  | 12 de mayo  | Santander-Lagos de Covadonga                       | 179,5      | Oliverio Rincón               | Tony Rominger |
| 18.ª  | 13 de mayo  | Cangas de Onís-Gijón                               | 170        | Serguei Outschakov            | Tony Rominger |
| 19.ª  | 14 de mayo  | Gijón-Alto del Naranco                             | 153        | Tony Rominger                 | Tony Rominger |
| 20.ª  | 15 de mayo  | Salas-Ferrol                                       | 247        | Djamolidine Abdoujaparov      | Tony Rominger |
| 21.ª  | 16 de mayo  | Padrón-Santiago de Compostela                      | 44,6 (CRI) | Alex Zülle                    | Tony Rominger |

## Equipos participantes
| Equipo              | Jefe de filas            |
| CLAS - Cajastur     | Tony Rominger            |
| Amaya Seguros       | Jesús Montoya            |
| Banesto             | Pedro Delgado            |
| Lotus Festina       | Jean Paul Van Poppel     |
| Lampre Polti        | Djamolidine Abdoujaparov |
| Mercatone Uno       | Flavio Giupponi          |
| Artiach             | Eduardo Chozas           |
| Deportpublic        | Jesús Blanco Villar      |
| Kelme - Xacobeo '93 | Anselmo Fuerte           |

| Equipo                | Jefe de filas       |
| Artiach - Royal Fruco | Eduardo Chozas      |
| ONCE                  | Erik Breukink       |
| Collstrop             | Hendrik Redant      |
| Eldor                 | Marco Giovannetti   |
| Gaseosas Glacial      | Fabio Moreno        |
| Navigare - Blue Storm | Massimo Podenzana   |
| Sicasal               | Juan Tomás Martínez |
| TVM - Bison           | Robert Millar       |
| Varta                 | Christoph Demel     |

## Clasificaciones
| \| 1. \| Tony Rominger \| Suiza \| CLA \| 96h 07' 03" \| \| \| 2. \| Alex Zülle \| Suiza \| ONC \| + 29" \| \| \| 3. \| Laudelino Cubino \| España \| AMA \| + 8' 54" \| \| \| 4. \| Oliverio Rincón \| Colombia \| AMA \| + 9' 25" \| \| \| 5. \| Jesús Montoya \| España \| AMA \| + 10' 27" \| \| \| 6. \| Pedro Delgado \| España \| BAN \| + 11' 17" \| \| \| 7. \| Erik Breukink \| Holanda \| ONC \| + 17' 58" \| \| \| 8. \| Melchor Mauri \| España \| AMA \| + 19' 53" \| \| \| 9. \| Johan Bruyneel \| Bélgica \| ONC \| + 20' 01" \| \| \| 10. \| Fernando Escartín \| España \| CLA \| + 23' 27" \| \| |                   |          |     |             |  |
| 1. | Tony Rominger     | Suiza    | CLA | 96h 07' 03" |  |
| 2. | Alex Zülle        | Suiza    | ONC | + 29"       |  |
| 3. | Laudelino Cubino  | España   | AMA | + 8' 54"    |  |
| 4. | Oliverio Rincón   | Colombia | AMA | + 9' 25"    |  |
| 5. | Jesús Montoya     | España   | AMA | + 10' 27"   |  |
| 6. | Pedro Delgado     | España   | BAN | + 11' 17"   |  |
| 7. | Erik Breukink     | Holanda  | ONC | + 17' 58"   |  |
| 8. | Melchor Mauri     | España   | AMA | + 19' 53"   |  |
| 9. | Johan Bruyneel    | Bélgica  | ONC | + 20' 01"   |  |
| 10. | Fernando Escartín | España   | CLA | + 23' 27"   |  |

| \| 1. \| Tony Rominger \| Suiza \| CLA \| 247 puntos \| \| 2. \| Alex Zülle \| Suiza \| ONC \| 188 puntos \| \| 3. \| Laurent Jalabert \| Francia \| ONC \| 170 puntos \| |                  |         |     |            |
| 1. | Tony Rominger    | Suiza   | CLA | 247 puntos |
| 2. | Alex Zülle       | Suiza   | ONC | 188 puntos |
| 3. | Laurent Jalabert | Francia | ONC | 170 puntos |

| \| 1. \| Tony Rominger \| Suiza \| CLA \| 214 puntos \| \| 2. \| Alex Zülle \| Suiza \| ONC \| 132 puntos \| \| 3. \| Antonio Miguel Díaz \| España \| KEL \| 119 puntos \| |                     |        |     |            |
| 1. | Tony Rominger       | Suiza  | CLA | 214 puntos |
| 2. | Alex Zülle          | Suiza  | ONC | 132 puntos |
| 3. | Antonio Miguel Díaz | España | KEL | 119 puntos |

| \| 1. \| Hendrik Redant \| Bélgica \| COL \| 26 puntos \| |                |         |     |           |
| 1.                                                        | Hendrik Redant | Bélgica | COL | 26 puntos |

| \| 1. \| Asiate Saitov \| Kazajistán \| KEL \| - \| |               |            |     |   |
| 1.                                                  | Asiate Saitov | Kazajistán | KEL | - |

| \| 1. \| Jesús Montoya \| España \| AMA \| - \| |               |        |     |   |
| 1.                                              | Jesús Montoya | España | AMA | - |

| \| 1. \| Amaya Seguros \| España \| AMA \| 288h 36' 41" \| |               |        |     |              |
| 1.                                                         | Amaya Seguros | España | AMA | 288h 36' 41" |

## Banda sonora
La banda sonora de las transmisiones de TVE fue "Two-Pa-Ka", del grupo tecno Azul y Negro.
- Datos: Q1050902